# Tayo jezik
Tayo jezik (ISO 639-3: cks; ostali nazivi za njega su "kaldosh", "caldoche", patois, patois de st-louis, novokaledonski pidžin francuski; new caledonia pidgin french, bichelemar), jedan od 40 jezika s Nove Kaledonije kojim govori oko 2 000 ljudi (1996 C. Corne) nedaleko grada Nouméa.
Tayo je kreolski jezik temeljen na francuskom, ali je francuskom jeziku nerazumljiv. 

## Vanjske poveznice
- Ethnologue (14th)
- Ethnologue (15th)
- The Tayo Language